# Pôle de compétitivité i-Trans
I-Trans est un pôle de compétitivité à vocation mondiale de la région Hauts-de-France, consacré aux transports terrestres durables et à la logistique.

## Présentation
Le pôle i-Trans fédère les acteurs de l'industrie et de la recherche des transports terrestres, ferroviaires, transports urbains intermodaux et automobiles, systèmes et services de transport intelligents et logistique. 
i-Trans est notamment le pôle ferroviaire français et « a pour ambition de construire le premier pôle européen pour la conception, la construction, l'exploitation compétitive et la maintenance d'équipements et systèmes ferroviaires ».

## Institut Railenium
Avec la COMUE Lille-Nord-de-France, i-Trans est à l'origine de l'institut de recherche technologique Railenium consacré au transport ferroviaire. L'institut Railenium soutient la filière ferroviaire française en mettant  « à disposition des équipements et des plateformes de recherche uniques en Europe : boucle d’essais ferroviaire de 5 km, piste d’essais tramway, manège de fatigue, bancs d’essais dynamiques, pôle tertiaire, ainsi qu’un campus d’excellence (...) implantés à Valenciennes et Aulnoye-Bachant pour le site principal et Villeneuve-d'Ascq pour le site secondaire. ». 
Avec un budget de 550 millions d'euros d'investissement, l'institut Railenium est en partie financé par le programme d'investissement d'avenir du grand emprunt de la France en 2010.
Membres de Railenium
- Organismes de recherche et de formation : École centrale de Lille, Université de Lille, IFSTTAR, Université de Valenciennes, Université d’Artois, Institut Mines-Télécom Lille Douai ainsi que l'Université de technologie de Compiègne
- Industriels membres : Réseau Ferré de France (RFF), SNCF, Alstom, Ansaldo STS, Bouygues TP, Colas Rail, Egis Rail, ESI group, Eurotunnel, GHH Valdunes, I-TRANS, MER MEC France, Norpac, SATEBA, SETEC, Tata Steel, Thales 3S, Vossloh-COGIFER
- Collectivités membres de Railenium : Métropole européenne de Lille, Région Hauts-de-France, Conseil général du Nord, Communauté d'agglomération de Valenciennes Métropole, Communauté d'agglomération Maubeuge Val de Sambre

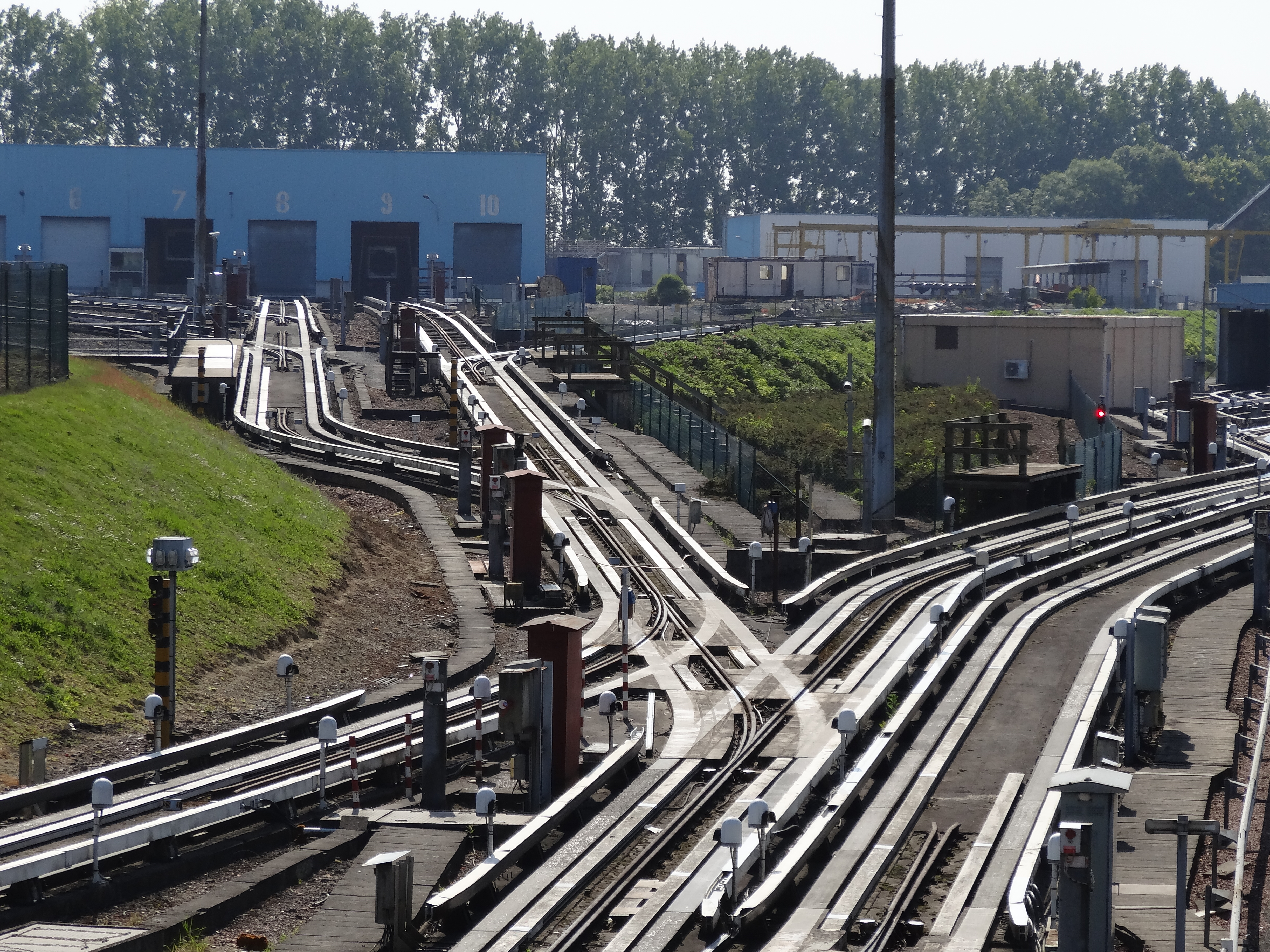
Capteurs de voies de métro à Villeneuve-d'Ascq
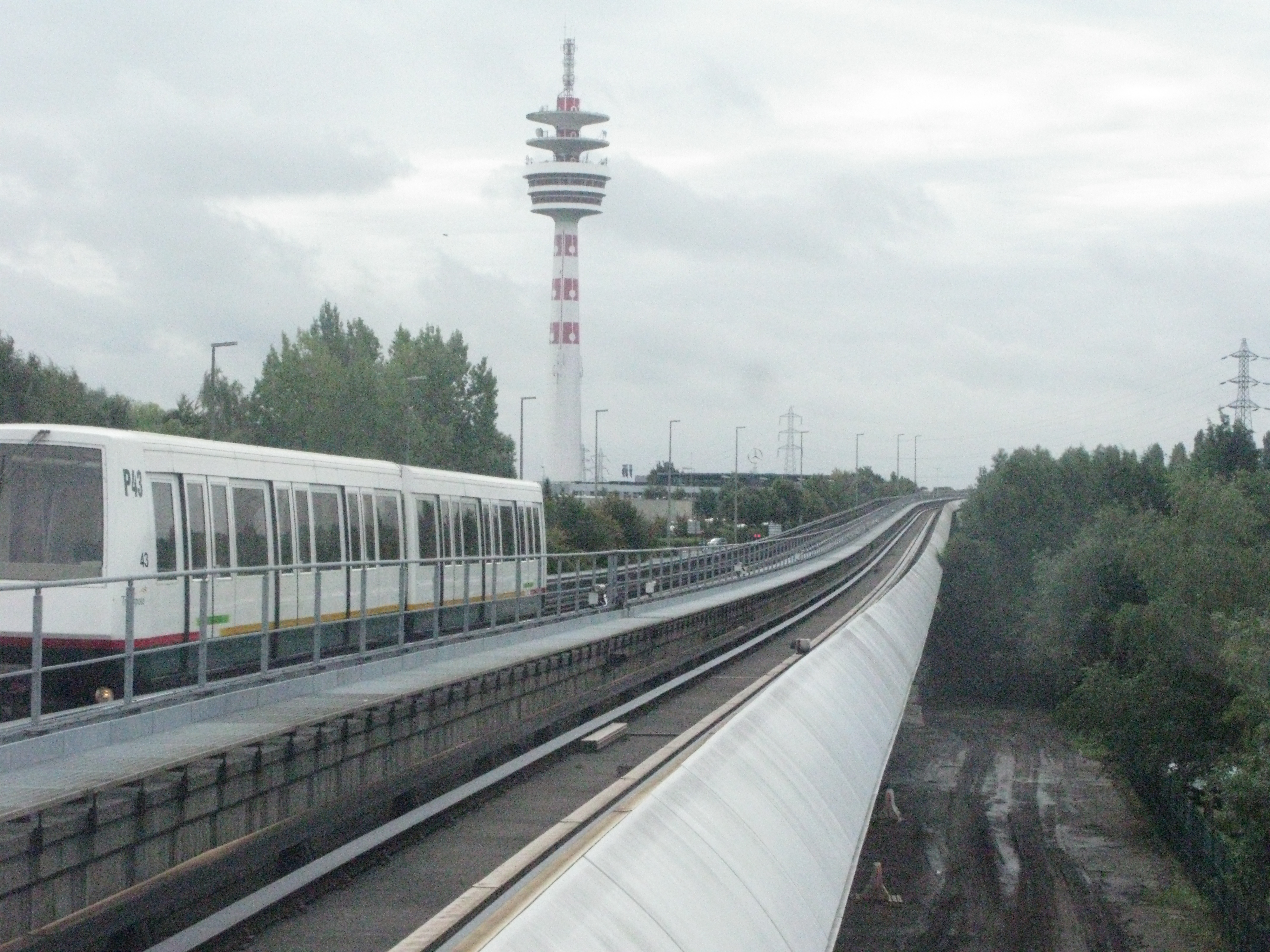
Métro automatique VAL
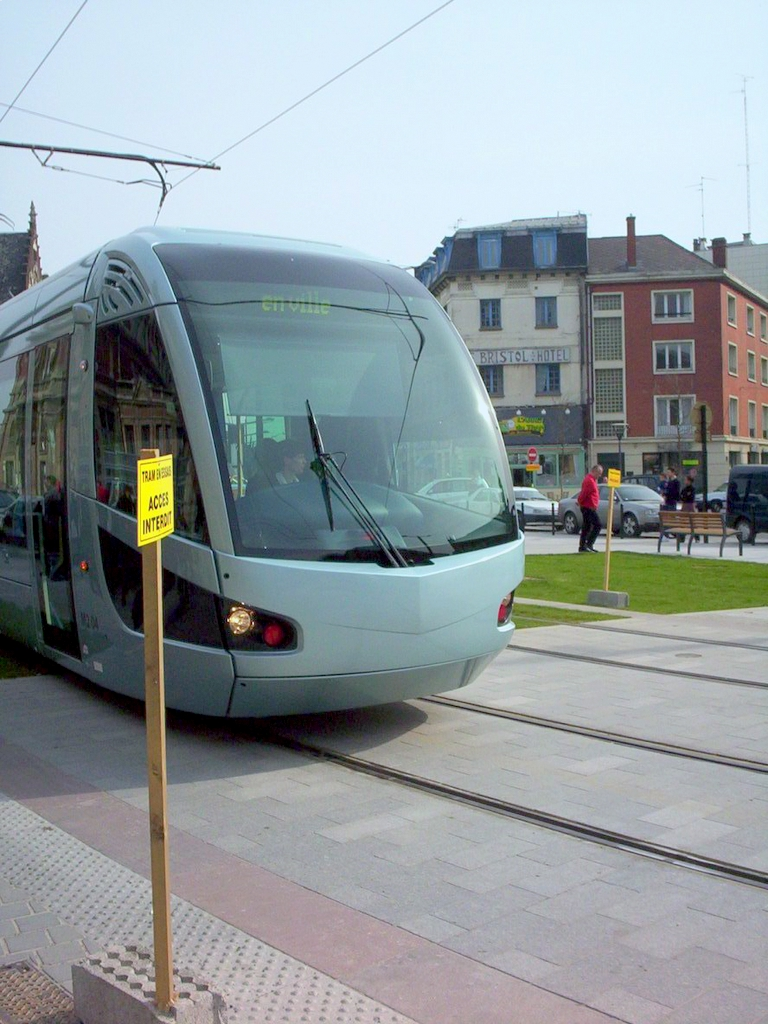
Alstom Citadis à Valenciennes
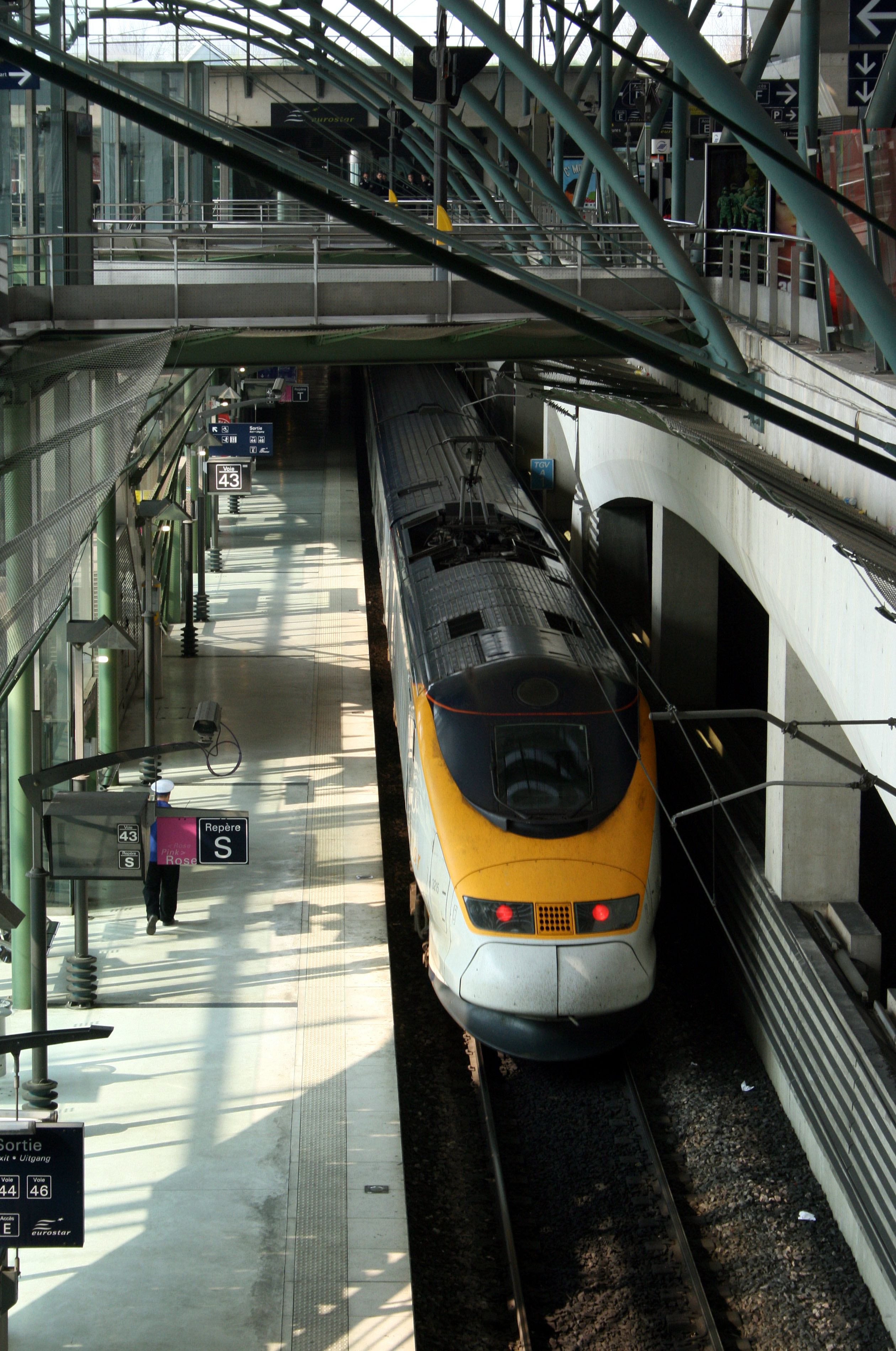
Eurostar à Lille
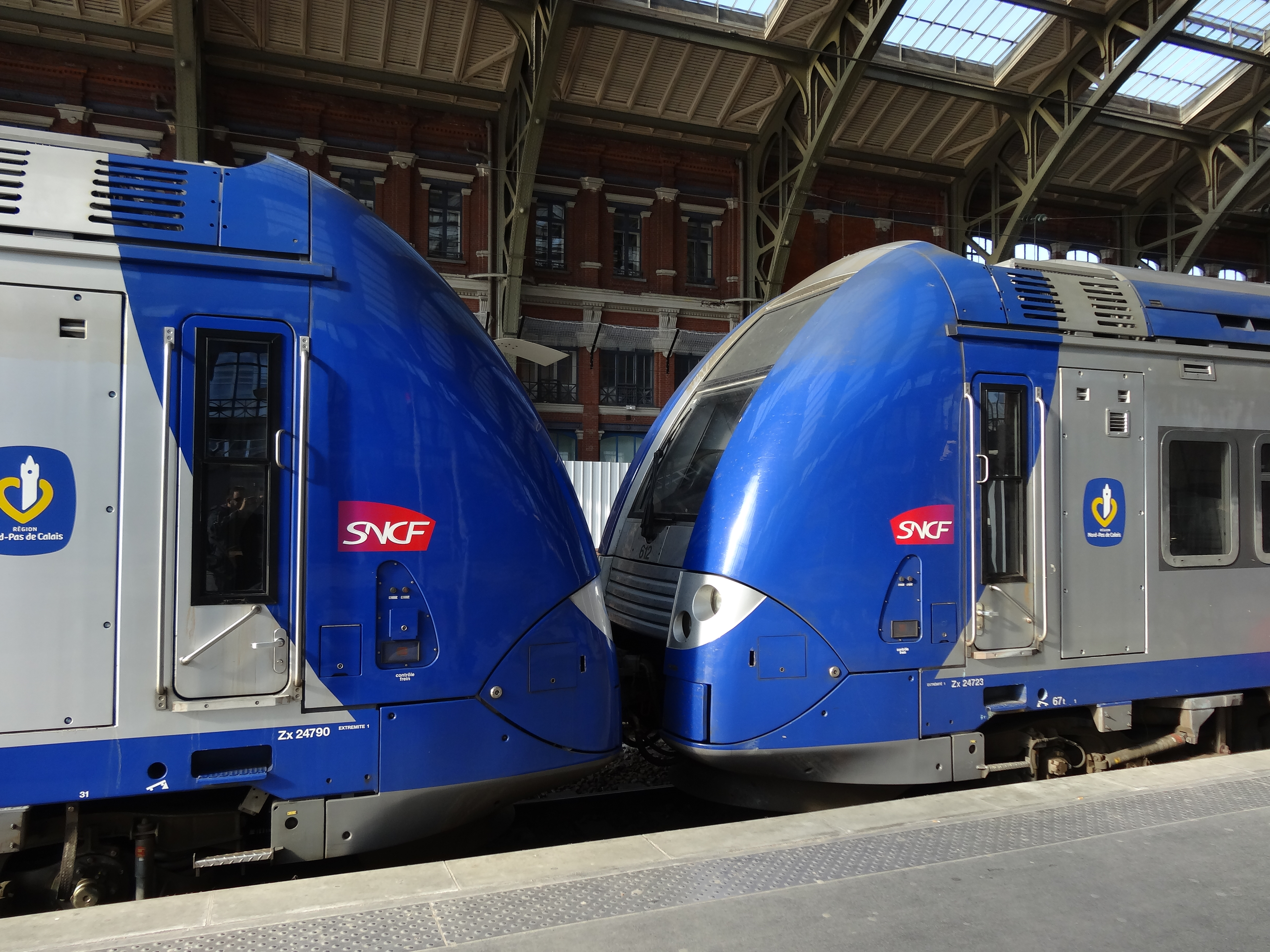
Transport express régional
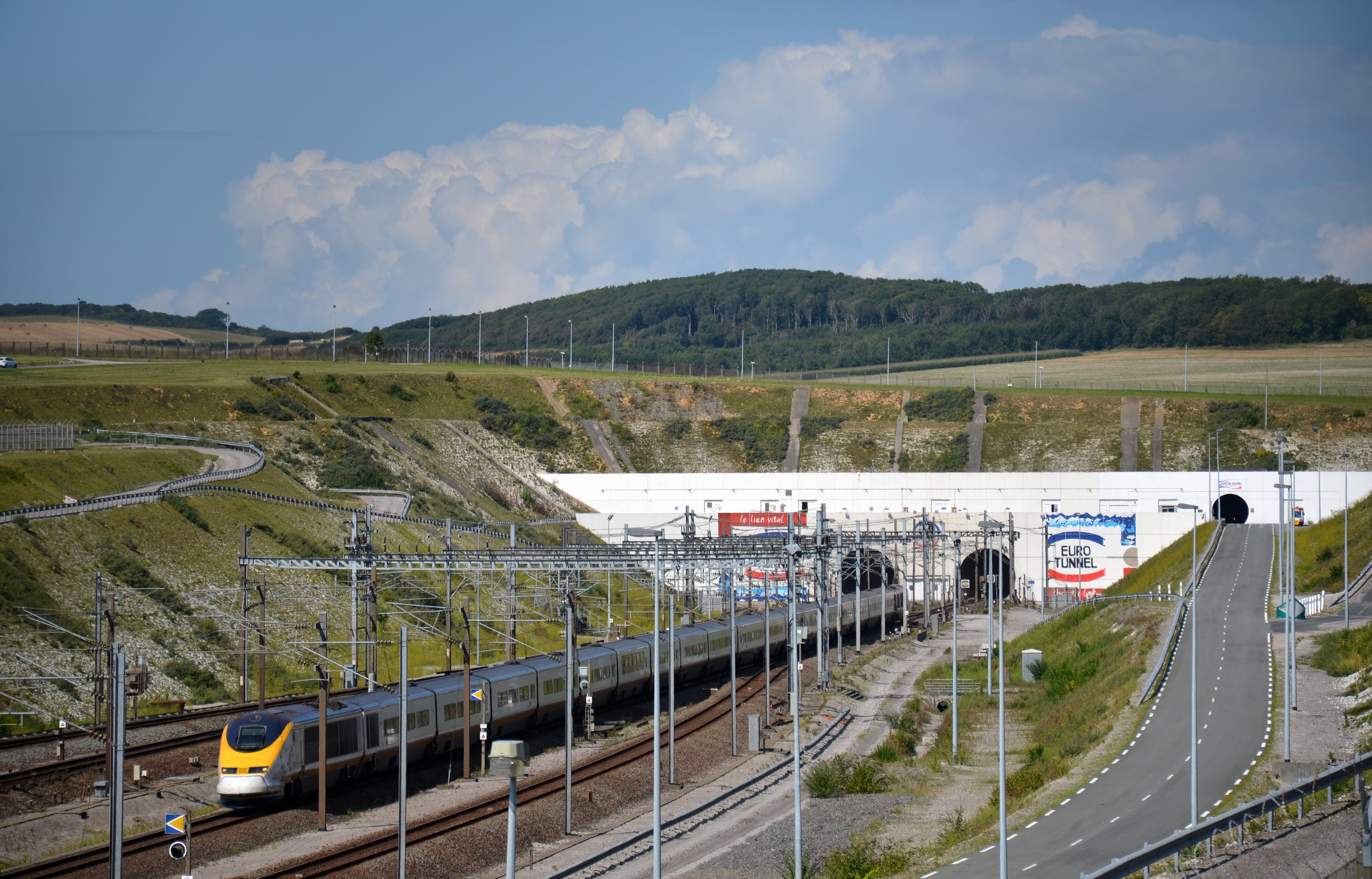
Tunnel ferroviaire sous la Manche
Système européen de contrôle des trains
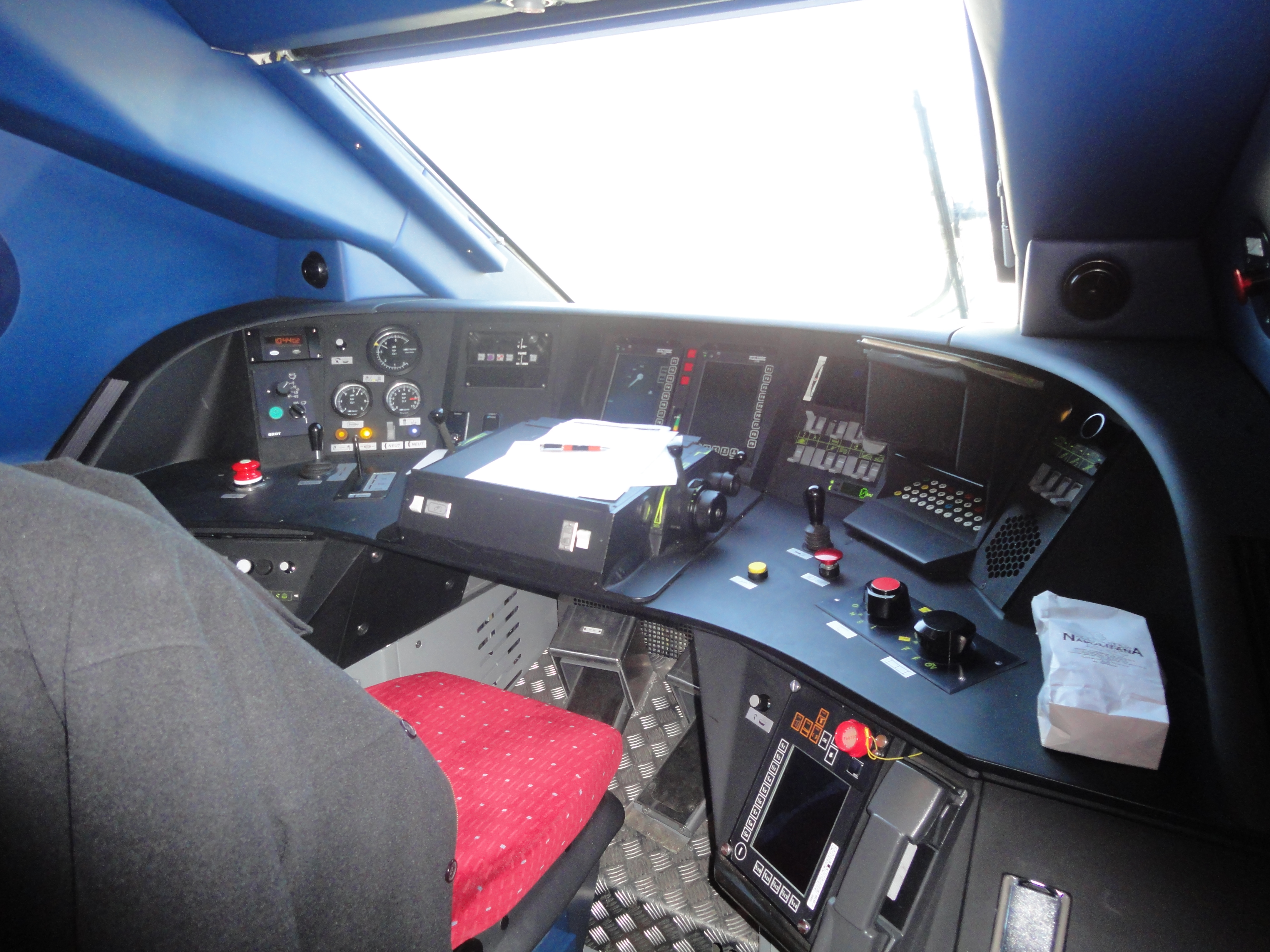
Cabine de conduite TGV
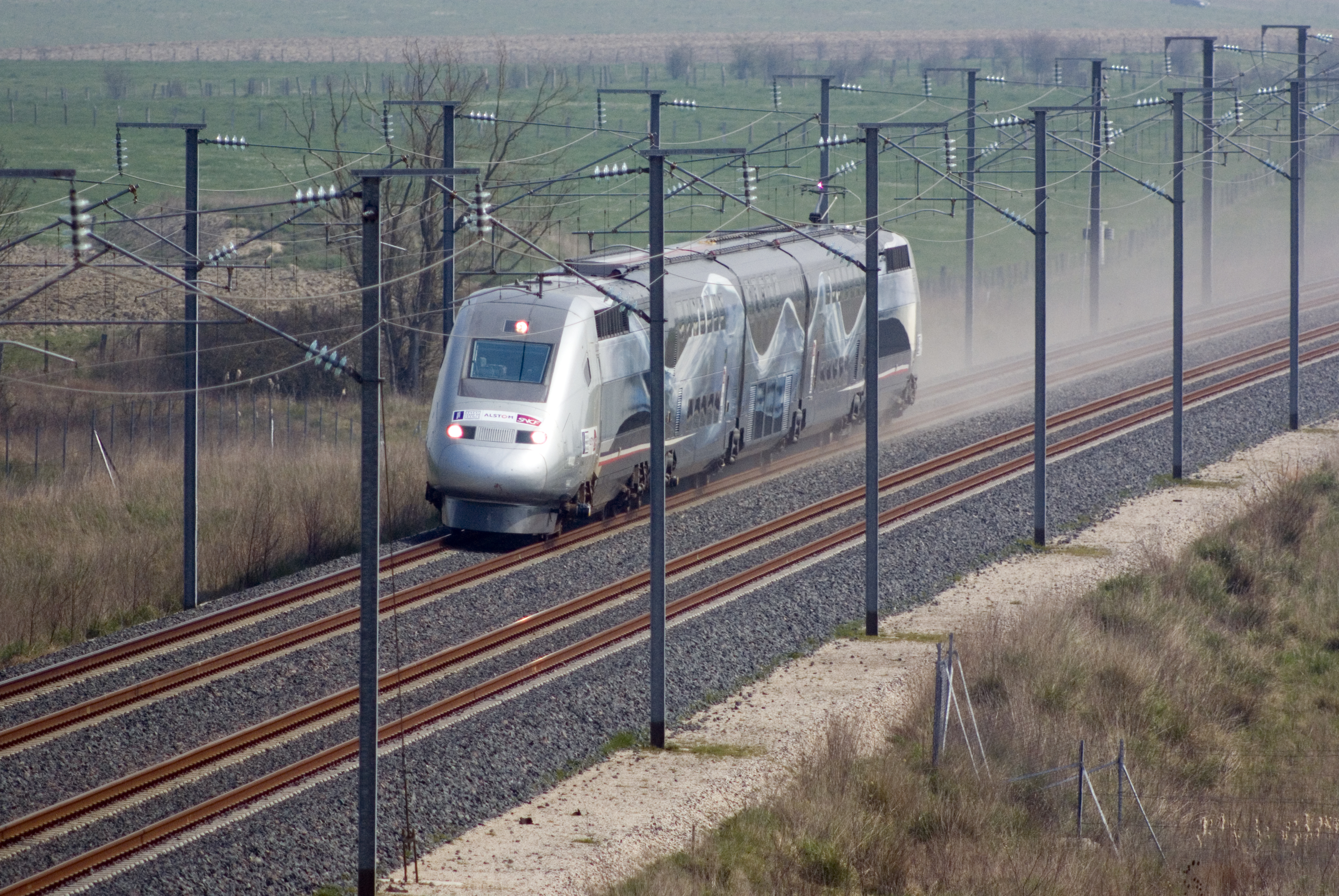
Record du monde à 574 km/h

## Membres du pôle i-Trans
- Industriels ferroviaires : Alstom, Bombardier, Siemens Transportation Systems, Eurotunnel, SNCF, RFF, RATP, Arcelor, Centre d'essais ferroviaire, Certifer, Colas Rail, Faiveley SA, Federal-Mogul, Hiolle Industries, Hutchinson, Innotech, Titagarh wagons AFR, Thales, Ilévia, Vossloh Cogifer.
- Industriels automobiles : Durisotti, Faurecia Centre R&D, Poclain, PSA Peugeot Citroën, Renault, Valeo Embrayages, Secma Automobile
- Centres universitaires : École centrale de Lille, Université de Lille, École nationale supérieure de chimie de Lille, Arts et Métiers centre de Lille, HEI, ICAM, Université d'Artois, Institut Mines-Télécom Lille Douai, Université du Littoral Côte d'Opale, Université de Valenciennes, École nationale supérieure d'ingénieurs en informatique, automatique, mécanique, énergétique et électronique, Université de Picardie, Université de technologie de Compiègne
- Centres de recherche : CETIM, CNRS, CREPIM, INRETS-IFSTTAR, INRIA, ONERA